# Прва лига СР Југославије у кошарци 1996/97.
Првенство СР Југославије у кошарци 1996/1997. је било шесто првенство Савезне Републике Југославије у кошарци. Због спонзорског уговора лига је имала назив Винстон ЈУБА лига. Титулу је освојио Партизан.

## Преглед сезоне
Црвена звезда је стекла учешће у Купу Радивоја Кораћа одустајањем барског Морнара. Звезда ће следеће сезоне играти у финалу овог такмичење.
Иако је заузела последње место у регуларном делу сезоне, Војводина је фузијом са БФЦ осигугала опстанак и место у Купу Радивоја Кораћа.

## Табела
|     | Тим              | Игр. | Поб. | Изг. | П+   | П-   | П+/- | Бод     |
| --- | ---------------- | ---- | ---- | ---- | ---- | ---- | ---- | ------- |
| 1.  | Партизан         | 26   | 20   | 6    | 2166 | 1859 | +307 | 46      |
| 2.  | Беобанка         | 26   | 19   | 7    | 2059 | 1901 | +158 | 45      |
| 3.  | ФМП Железник     | 26   | 18   | 8    | 1993 | 1855 | +108 | 44      |
| 4.  | Будућност        | 26   | 18   | 8    | 2049 | 1925 | +124 | 44      |
| 5.  | БФЦ Беочин       | 26   | 17   | 9    | 1987 | 1852 | +135 | 42 (-1) |
| 6.  | Спартак          | 26   | 14   | 12   | 2042 | 2080 | -38  | 40      |
| 7.  | Морнар           | 26   | 13   | 13   | 1952 | 2089 | -137 | 39      |
| 8.  | Ловћен           | 26   | 12   | 14   | 1840 | 1872 | -32  | 38      |
| 9.  | Боровица         | 26   | 11   | 15   | 2081 | 2190 | -109 | 37      |
| 10. | Ива Зорка        | 26   | 11   | 15   | 2060 | 2031 | +29  | 37      |
| 11. | Раднички Београд | 26   | 11   | 15   | 1956 | 2033 | -77  | 37      |
| 12. | Црвена звезда    | 26   | 10   | 16   | 2042 | 2100 | -58  | 36      |
| 13. | Борац Чачак      | 26   | 7    | 19   | 2129 | 2265 | -136 | 33      |
| 14. | Војводина        | 26   | 1    | 25   | 1902 | 2206 | -304 | 27      |

Легенда:

### Финале плеј-офа
1. Партизан - ФМП Железник 	80:66
2. Партизан - ФМП Железник 	76:82
3. ФМП Железник - Партизан 	51:72
4. ФМП Железник - Партизан 	84:88

| Првак СР Југославије 1996/97. |
| ----------------------------- |
| Партизан                      |

## Састав шампиона
| Екипа         | Играчи | Тренер                              |
| ------------- | --- | ----------------------------------- |
| Партизан      | Драгољуб Видачић, Харис Бркић, Александар Чубрило, Мишел Лазаревић, Мирослав Берић, Дејан Котуровић, Владимир Видачић, Дејан Томашевић, Предраг Дробњак, Драган Луковски                                                                                            | Мирослав Николић                    |
| ФМП Железник  | Дејан Вукосављевић, Веселин Петровић, Петар Алексић, Нинослав Марјановић, Никола Јестратијевић, Горан Бошковић, Млађан Шилобад, Никола Булатовић, Никола Јовановић, Лука Павићевић                                                                                  | Момир Милатовић                     |
| Црвена звезда | Златко Болић, Дејан Мишковић, Игор Перовић, Јово Станојевић, Небојша Илић, Мирко Павловић, Горан Караџић, Александар Трифуновић, Бојан Тадић, Игор Ракочевић, Синиша Ковачевић, Мацура, Суботић, Милић, Дарио Делибашић, Ступар, Петар Поповић, Владимир Радмановић | Борислав Џаковић, Михаило Павићевић |
| БФЦ Беочин    | Владимир Кузмановић, Жељко Топаловић, Миленко Топић, Жељко Вучуровић, Небојша Даниловић |                                     |
| Будућност     | Гаврило Пајовић, Драган Вукчевић, Марко Ивановић, Владо Шћепановић, Александар Гилић | Горан Бојанић                       |
| Ива           | Влатко Илић, Мањенчић, Мијаило Грушановић | Милован Степандић                   |
| Раднички      | Александар Нађфеји |                                     |
| Беобанка      | Војкан Бенчић, Зоран Стевановић, Милан Прековић, Славиша Копривица, Оливер Поповић, Драгиша Шарић, Горан Савановић | Дарко Русо                          |
| Морнар        | Ђуро Остојић |                                     |
| Ловћен        | Дејан Радоњић | Миодраг Кадија                      |
| Борац         | Бранко Милисављевић, Мирослав Радошевић |                                     |
| Спартак       | Владимир Ђокић, Драган Марковић, Ненад Чанак |                                     |